# Archidiocèse de Malte
L'archidiocèse de Malte (en latin : archidioecesis Melitensis o Melevitanus ; en maltais : arċidjoċesi ta' Malta) est une circonscription ecclésiastique de l'Église catholique à Malte. De grande ancienneté — la tradition chrétienne apostolique le dit fondé au Ier siècle — le diocèse fut érigé en archidiocèse en 1944, ayant le diocèse de Gozo (la deuxième île de l'archipel) comme unique suffragant.

## Histoire
La fondation d’une communauté chrétienne à Malte remonterait aux temps apostoliques. Le livre des Actes des Apôtres raconte le naufrage de saint Paul lors de son transfert à Rome sur une île qui pourrait être Malte. L’apôtre y fut fort bien reçu : « les autochtones nous ont témoigné une humanité peu ordinaire » (Ac.28:2). Un magistrat romain, Publius, héberge Paul et ses compagnons pendant trois jours (Ac.28:7). Paul y guérit son père.
La tradition considère, que converti par saint Paul, Publius serait le premier évêque de Malte. Transféré à Athènes, il y serait mort martyr en 112.
Une longue liste d’évêques (des origines à ce jour) existe, mais en ce qui concerne le premier millénaire elle est considérée comme sans grande valeur par les historiens.
Par la bulle Memores nos du 3 mars 1797, le pape Pie VI concède aux évêques de Malte le titre d'archevêque de Rhodes. Mais l’archevêché de Rhodes est effectivement rétabli en 1928. Après l'expulsion de l'ordre de Saint-Jean de Jérusalem et la colonisation française, l'archipel maltais est annexé par l’empire britannique en 1816. Le diocèse de Malte devient alors (1817) suffragant de Palerme (Sicile). En 1884, il est déclaré dépendant directement du Saint-Siège.
Par la constitution apostolique Melitensem Ecclesiam du 1er janvier 1944, le pape Pie XII élève le diocèse de Malte au rang d'archidiocèse métropolitain, avec le diocèse de Gozo, couvrant l’autre île de la république de Malte) comme seul suffragant. Pour des raisons historiques, la cathédrale Saint-Paul de Mdina reste la cathédrale de l’archidiocèse de Malte, avec une co-cathédrale Saint-Jean à La Valette, capitale du pays.
L’ancienne église conventuelle des Hospitaliers de Saint-Jean de Jérusalem (cathédrale Saint-Jean), à La Valette est co-cathédrale depuis 1820.

## Paroisses
Au 1er juin 2013, l'archidiocèse est divisé en soixante-dix paroisses.

### Cathédrales et basiliques mineures
La cathédrale Saint-Paul (en maltais : Katidral Metropolitan ta' San Pawl) de Mdina, dédiée à Paul de Tarse, le saint patron de l'archidiocèse, est la cathédrale métropolitaine de l'archidiocèse,.
La co-cathédrale Saint-Jean (en maltais : Ko-Katidral ta' San Ġwann) de La Valette, dédiée à saint Jean le Baptiste, est la co-cathédrale de l'archidiocèse.
Les quatre basiliques mineures de l'archidiocèse sont :
- la basilique Notre-Dame-des-Ports-Salvateurs-et-Saint-Dominique de La Valette[7],[8] ;
- la basilique Notre-Dame-du-Mont-Carmel de La Valette[9] ;
- la basilique de la Nativité-de-la-Vierge-Marie d’Isla[10],[11] ;
- la basilique Sainte-Hélène de Birkirkara[12],[13].

## Évêques et archevêques de Malte
Liste des évêques et archevêques de Malte

### Évêques de Malte
- Ier siècle : Saint Publius
- 1780-1807 : Vincenzo Labini, décès
- 1807-1829 : Ferdinand Mattei, décès
- 1831-1847 : François-Xavier Caruana, décès
- 1847-1857 : Publius Maria Sant, démission
- 1857-1874 : Gaetan Pace-Forno OSA, décès
- 1875-1888 : Carmel Scicluna, décès
- 1889-1914 : Pierre Pace, décès
- 1915-1943 : Maur Caruana, décès

### Archevêques de Malte
- 1943-1976 : Michel Gonzi, démission
- 1976-2006 : Joseph Mercieca, démission car atteint par la limite d'âge
- 2006-2014 : Pawlu Cremona OP, démission pour raison de santé, nommé archevêque émérite[14]
- depuis 2015 : Charles Scicluna, précédemment évêque titulaire de San Leone (de)

## Source
- Annuario pontificio per l'anno 2010, Città del Vaticano, 2010.